# Campionati mondiali di sci alpino 1933
I Campionati mondiali di sci alpino 1933 si svolsero a Innsbruck in Austria.

## Uomini

### Discesa libera
| Posizione | Atleta        | Nazione  |
| --------- | ------------- | -------- |
| 1         | Walter Prager | Svizzera |
| 2         | David Zogg    | Svizzera |
| 3         | Hans Hauser   | Austria  |

### Slalom
| Posizione | Atleta            | Nazione  |
| --------- | ----------------- | -------- |
| 1         | Anton Seelos      | Austria  |
| 2         | Gustav Lantschner | Austria  |
| 3         | Willi Steuri      | Svizzera |

### Combinata
| Posizione | Atleta       | Nazione  |
| --------- | ------------ | -------- |
| 1         | Anton Seelos | Austria  |
| 2         | Willi Steuri | Svizzera |
| 3         | Otto Furrer  | Svizzera |

## Donne

### Discesa libera
| Posizione | Atleta                 | Nazione  |
| --------- | ---------------------- | -------- |
| 1         | Inge Wersin-Lantschner | Austria  |
| 2         | Nini Zogg              | Svizzera |
| 3         | Gerda Paumgarten       | Austria  |

### Slalom
| Posizione | Atleta                 | Nazione     |
| --------- | ---------------------- | ----------- |
| 1         | Inge Wersin-Lantschner | Austria     |
| 2         | Helen Boughten-Leigh   | Regno Unito |
| 3         | Helen Zingg            | Svizzera    |

### Combinata
| Posizione | Atleta                 | Nazione     |
| --------- | ---------------------- | ----------- |
| 1         | Inge Wersin-Lantschner | Austria     |
| 2         | Gerda Paumgarten       | Austria     |
| 3         | Jeanette Kessler       | Regno Unito |

## Medagliere
| Pos | Nazione     | Oro | Argento | Bronzo | Totale |
| --- | ----------- | --- | ------- | ------ | ------ |
| 1   | Austria     | 5   | 2       | 2      | 9      |
| 2   | Svizzera    | 1   | 3       | 3      | 7      |
| 3   | Regno Unito | 0   | 1       | 1      | 2      |